# Публій Корнелій Малугінен Косс
Пу́блій Корне́лій Малугіне́н Косс (лат. Publius Cornelius Maluginensis Cossus), також відомий як Публій Корнелій Косс (лат. Publius Cornelius Cossus, V—IV століття до н. е.) — політичний, державний і військовий діяч Римської республіки, консул 393 року до н. е., військовий трибун з консульською владою (консулярний трибун) 395 року до н. е.

## Біографія
Походив з патриціанського роду Корнеліїв, його гілки Малугіненів Коссів. Про молоді роки Публія Корнелія відомостей не збереглося. Батьком його був Публій Корнелій Косс, військовий трибун з консульською владою 415 року до н. е.

### Трибунська каденція
У 395 році до н. е. його було обрано військовим трибуном з консульською владою разом із Марком Валерієм Лактуціном Максимом, Цезоном Фабієм Амбустом, Публієм Корнелієм Сципіоном, Квінтом Сервілієм Фіденатом і Луцієм Фурієм Медулліном. Війну проти фалісків було доручено двом братам Публіям Корнеліям, які з нею не справилися. Позаяк Марк Валерій разом з колегою Сервілієм Фіденатом успішно діяли проти етруського міста-держави Капена. Після цього Публій Корнелій підтримав сенат, який виступив проти пропозиції народного трибуна Тита Сіцінія пересилити багато жителів Риму до нещодавно захопленого міста Вейї.

### Консульський термін
У 393 році до н. е. його було обрано консулом разом з Луцієм Валерієм Потітом. Втім вибори були скасовані внаслідок поганих ворожінь-ауспіцій.
Після цього відомостей про подальшу долю Публія Корнелія Малугінена Косса немає.